# 玛丽·迪普莱西

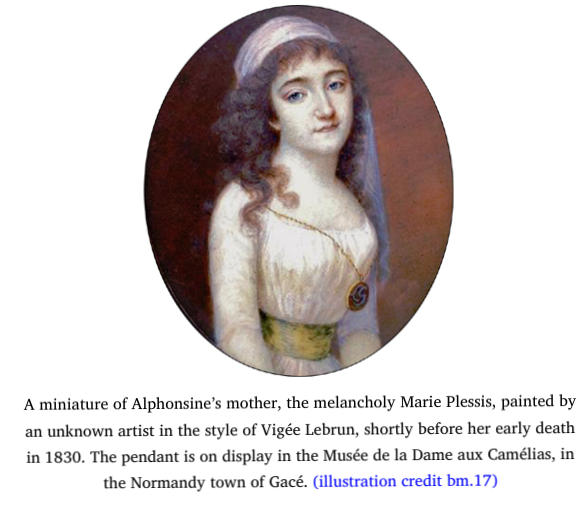
玛丽·普莱西，玛丽·迪普莱西之母

玛丽·迪普莱西（法語：Marie Duplessis，1824年1月15日—1847年2月3日），法国一交際花，也是诸多显贵男子的情婦。她是小仲马所著《茶花女》女主角瑪格麗特的原型。其有关资料大都来自文学作品以及当代传说。

## 早年生活
玛丽·迪普莱西1824年生于法国诺曼底大区诺南勒潘，生名阿方西娜·罗丝·普莱西（Alphonsine Rose Plessis），父母分别是马兰·普莱西（Marin Plessis）和玛丽·普莱西（Marie Plessis ，本姓德赛（Deshayes））。15岁时，玛丽·迪普莱西搬到巴黎，在一家服装店工作。
按当时的艺术作品，玛丽·迪普莱西当是一位具吸引力的年轻女子，身材娇小且微笑迷人。16岁时，玛丽便知道男人会给她钱来换取她的陪伴。她成了一名交際花，学会阅读写作，了解时事热点，好和别人交谈。她还在自己的姓前冠以贵族的“迪”（Du）字。

## 交際花

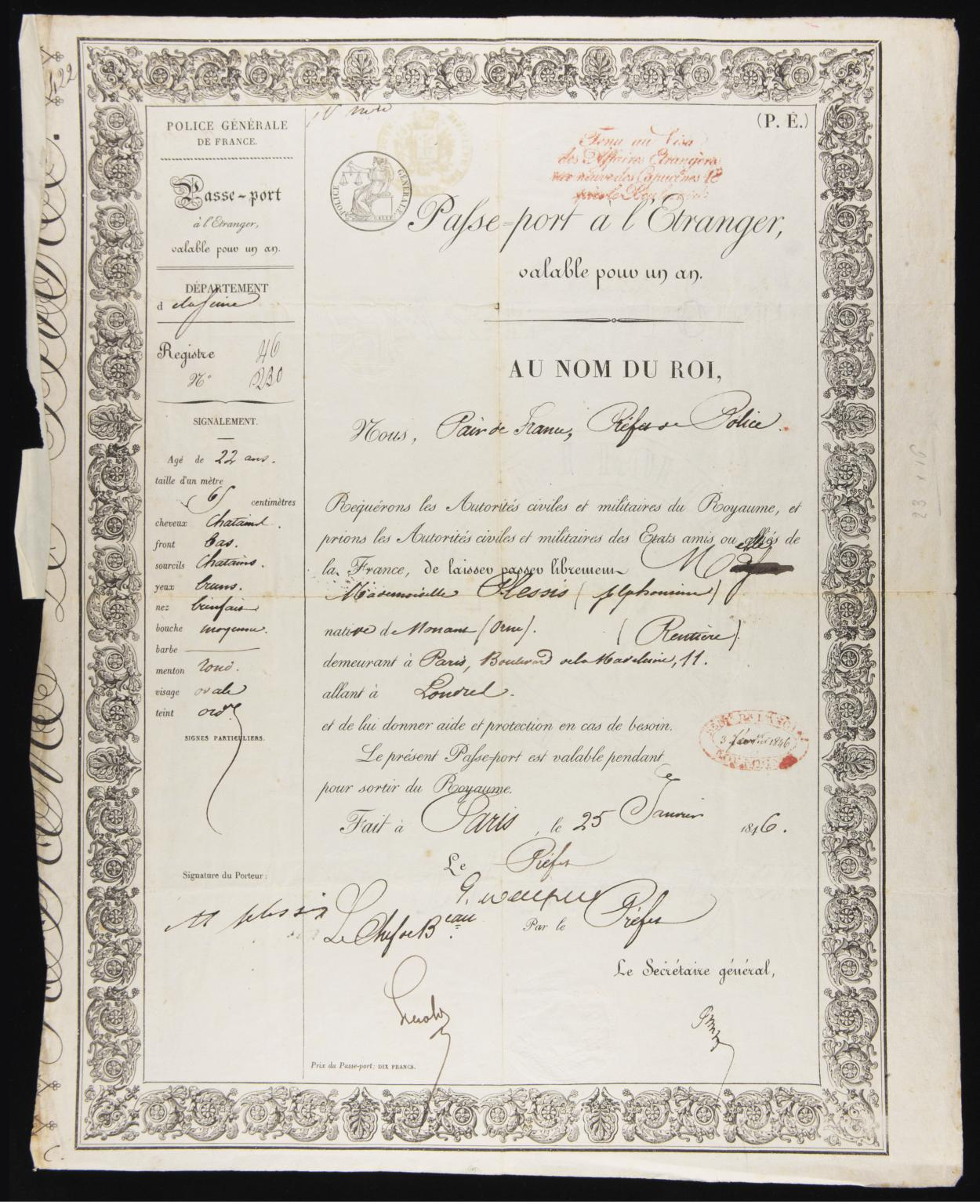
阿方西娜·普莱西的护照，1846年1月

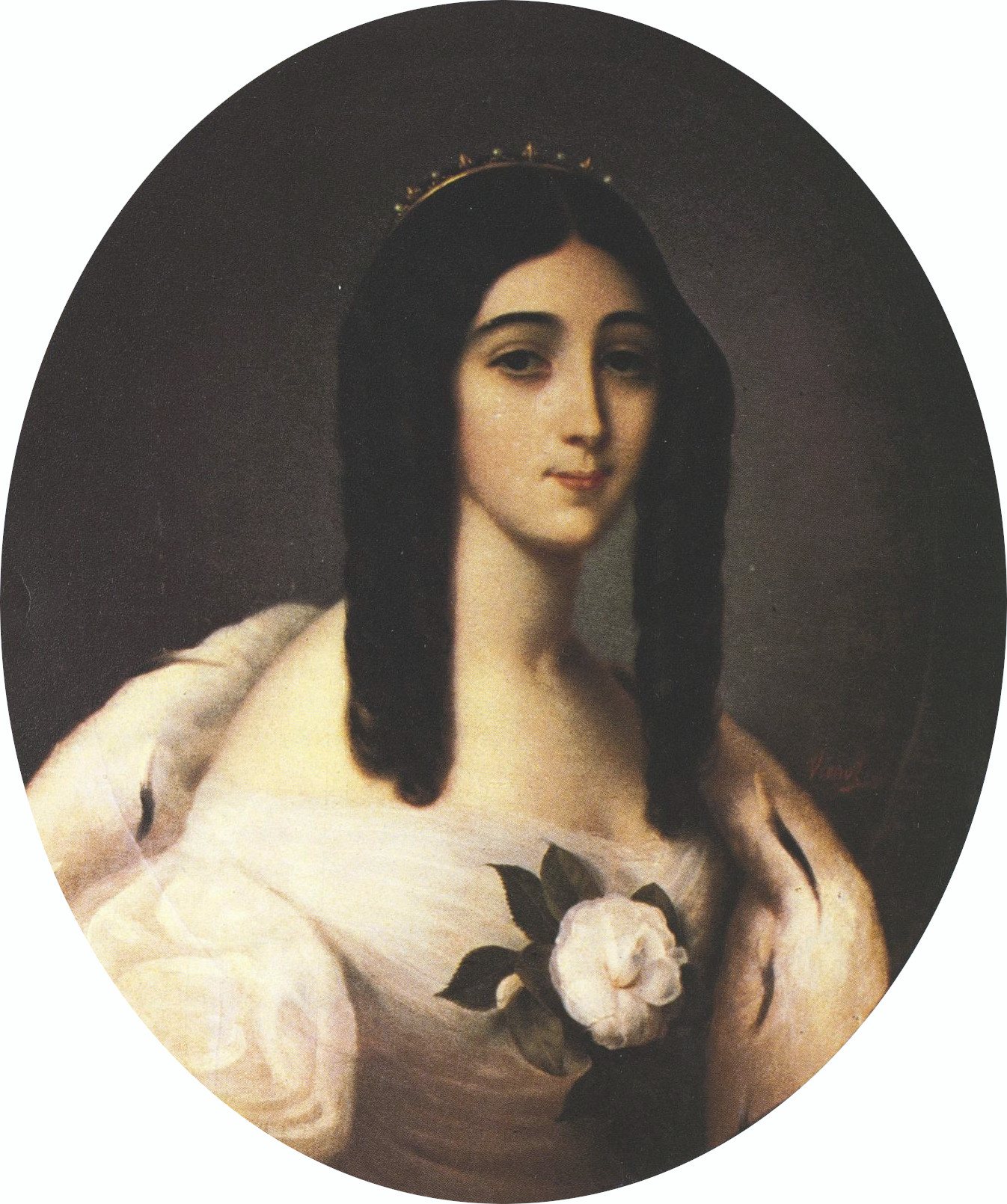
《玛丽·迪普莱西》，爱德华·维耶诺作

玛丽·迪普莱西不光是受欢迎的交際花，也是个沙龍的女主人。她在布洛涅林苑骑马，也还有听歌剧的习惯。她还找爱德华·维耶诺（Édouard Viénot）画了张相。
1844年9月至1845年8月间，玛丽·迪普莱西是小仲马的情妇。后来，据信她成了作曲家李斯特·费伦茨的情妇。有报道说李斯特希望和她一起生活。
玛丽曾与至少一位情人有过短暂的婚姻生活，如法国贵族爱德华·德佩雷戈（Édouard de Perrégaux）伯爵。

## 去世
玛丽·迪普莱西1847年2月3日死于结核病，享年23岁。死时丈夫佩雷戈伯爵和前任情人波罗的海德意志伯爵古斯塔夫·恩斯特·冯·施塔克尔贝格（Gustav Ernst von Stackelberg）在场。死后几周内，其财产便被拍卖以偿还债务。
她在蒙馬特公墓的葬礼有数百人参加。

## 小说、戏剧和歌剧
小仲马的浪漫小说《茶花女》改编自迪普莱西的故事。她死后一年内小说便问世。书中阿爾芒即为小仲马，玛格丽特即为迪普莱西。小仲马还把故事改编成一出戏剧，此剧后又改编为朱塞佩·威尔第歌剧《茶花女》以及多部电影。